# Base aérienne de Damblain
La base aérienne de Damblain (en anglais : Damblain Air Base) est une ancienne base aérienne de l'OTAN située à Damblain dans le département des Vosges. La base s'étend également sur le département de la Haute-Marne.
L'emprise de la base est maintenant utilisée par une zone d'activité appelée "Cap Vosges".

## Historique
Damblain possédait déjà un terrain d'aviation en herbe en 1936,.
Le terrain sera restitué à l'agriculture après la Seconde Guerre mondiale.
Les études en vue de la construction de l'aérodrome commencent en 1951. L'acquisition des terrains se fait en plusieurs tranches, notamment 64 ha puis 83 ha en 1952 et 71 ha en 1954.
Une piste de 2 400 m de long et 45 m de large, un taxiway et trois marguerites (parking pour avions autour d’un taxiway en forme de marguerite) composées de 16 alvéoles sont créés. L'aérodrome est ouvert le 8 août 1955.

### Base aérienne pour l'OTAN (1955-1966)
L'aérodrome devait être utilisé comme base de dispersion pour l'OTAN en cas de conflit.
L'aérodrome ne possède donc ni infrastructure (tour de contrôle, hangars, casernements), ni unités aériennes.
Un bâtiment servant de dépôt de munitions sera construit en 1961.

### Terrain de dégagement (1966-2005)
L'aérodrome a ensuite été utilisé comme terrain de dégagement pour les avions de la base aérienne 133 Nancy-Ochey.
Des merlons seront érigés. Quelques hangars seront également installés.

### Conseil général des Vosges (2005-)
Le conseil général des Vosges fait l'acquisition du terrain de 302 ha en 2005 avec l'intention d'y implanter une plateforme logistique. Un accès à l'autoroute A31 ainsi qu'un accès ferroviaire (installation terminale embranchée) sont créés pour un coût de 34 millions d'euros.
L'aérodrome est officiellement fermé à toute circulation aérienne le 15 avril 2013.
La zone d'activité est officiellement ouverte le 19 septembre 2013.

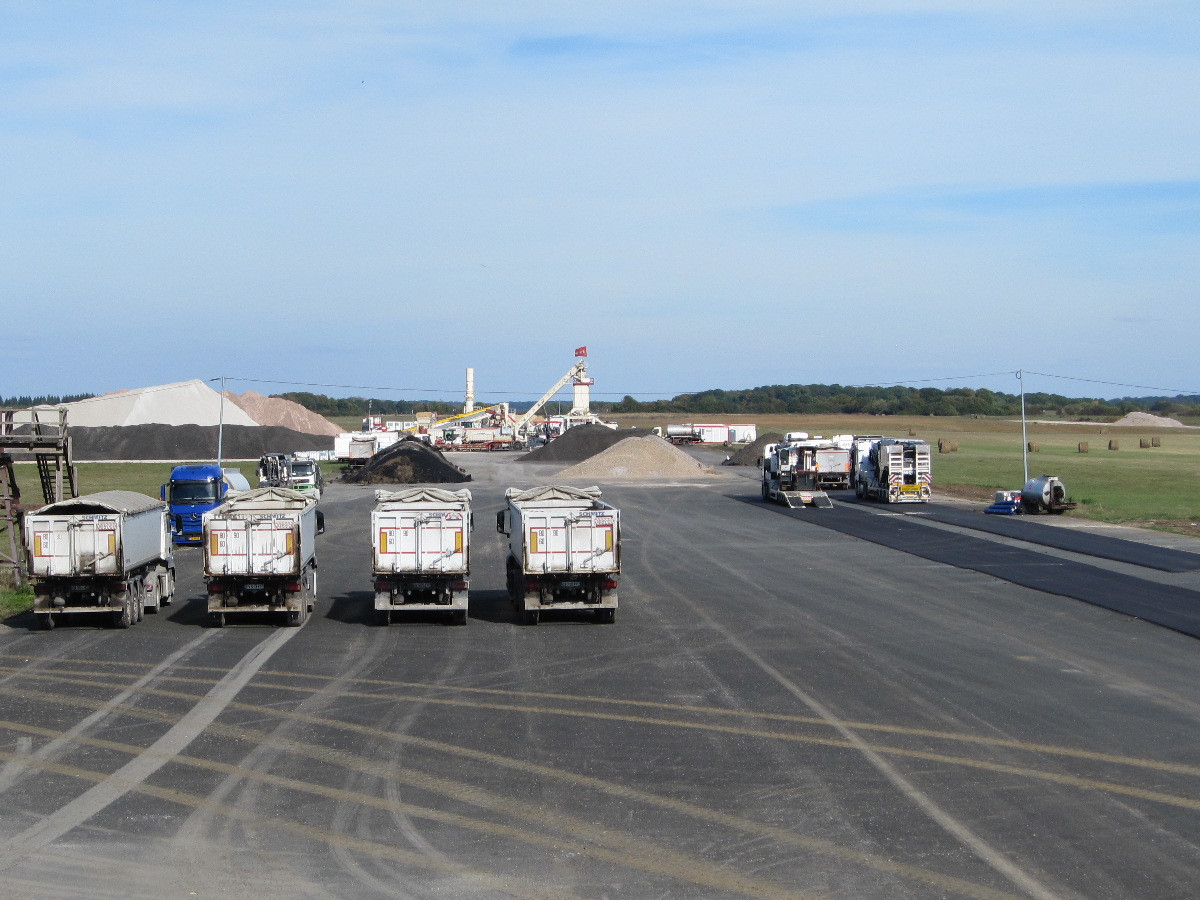
Ancienne piste 07
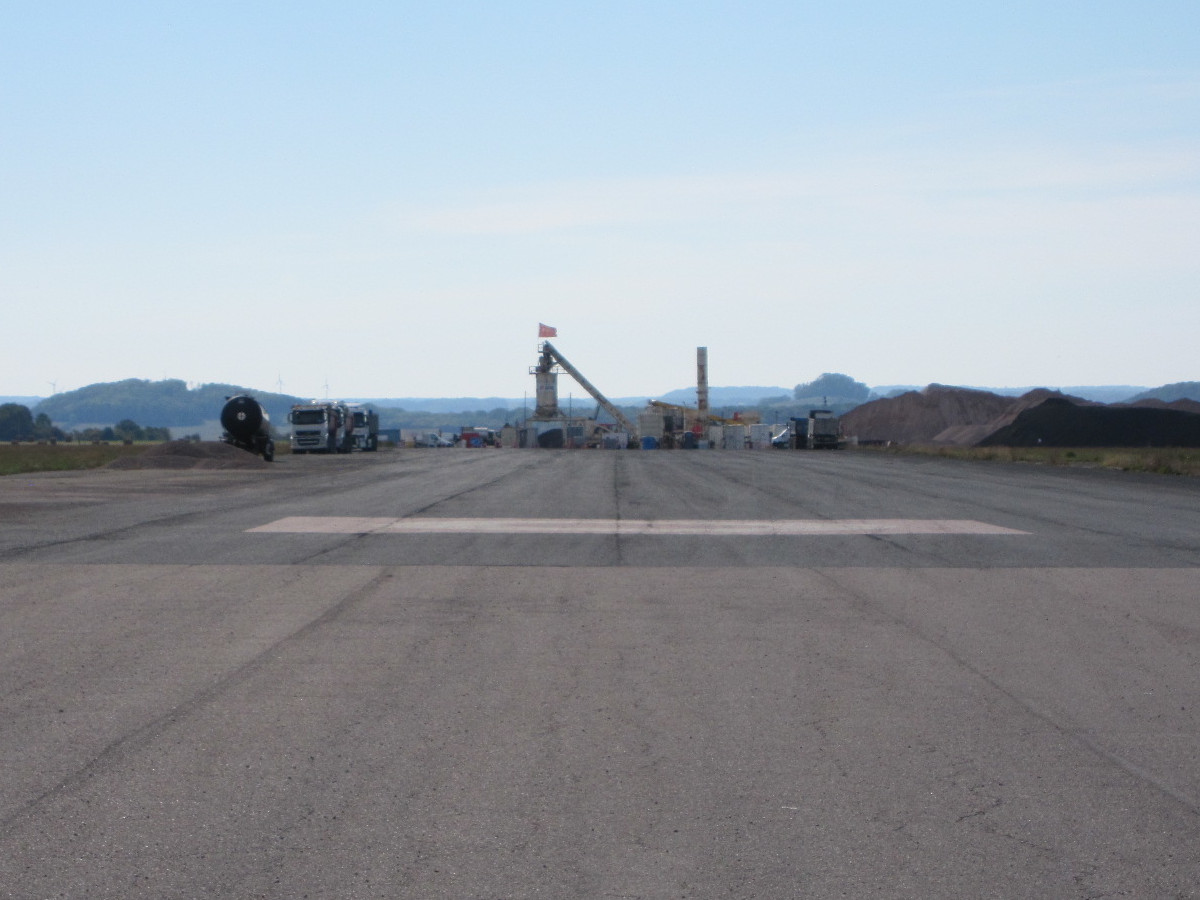
Ancienne piste 25

## Aéroclub de Bourbonne-les-Bains
L'aérodrome a été utilisé par l'aéroclub de Bourbonne-les-Bains pendant 40 ans jusqu'en 2009.

## Rassemblement évangélique
L'aérodrome a accueilli le rassemblement évangélique des Tziganes Vie et Lumière en 
1994, 1996 et 2002.

## Villa antique gallo-romaine
Une villa antique gallo-romaine est mise au jour lors de fouilles archéologiques en 2008 et 2009.